# Memphis acidalia
Espèce
Memphis acidalia est une espèce d'insectes lépidoptères (papillons) de la famille des Nymphalidae, de la sous-famille des Charaxinae et du genre Memphis.

## Dénomination
Memphis acidalia a été décrit par Jakob Hübner en 1819 sous le nom initial d'Anaea acidalia.
Synonyme : Memphis arachme, Cramer, [1775].

### Noms vernaculaires
Memphis acidalia se nomme Acidalia Leafwing en anglais .

### Sous-espèces
- Memphis acidalia acidalia ; présent au Venezuela, au Surinam et en Guyane.
- Memphis acidalia memphis (C. & R. Felder, 1867) ;  présent en Colombie, en Équateur, au Venezuela, en Bolivie, au Pérou
- Memphis acidalia victoria (Druce, 1877); présent au Brésil[1].

## Description
Memphis acidalia est un papillon d'une envergure d'environ 58 mm, aux ailes antérieures à bord costal bossu, apex anguleux, angle interne en crochet, bord interne concave et aux ailes postérieures munies d'une queue.
Le dessus du mâle est bleu métallisé avec une partie basale plus claire, des reflets violacés et une partie distale plus sombre bleu marine. Le dessus de la femelle est marron clair avec une partie basale bleu clair métallisé.
Le revers est marron clair marbré et simule une feuille morte.

## Biologie

### Plantes hôtes
Les plantes hôtes de sa chenille sont des Euphorbiaceae.

## Écologie et distribution
Memphis acidalia est présent en Colombie, en Équateur, au Venezuela, en Bolivie, au Pérou, au Brésil, au Surinam et en Guyane,.

### Biotope
Memphis acidalia réside dans les divers types de forêts humides.

### Protection
Pas de statut de protection particulier.